# Vader (Washington)
Vader je grad u američkoj saveznoj državi Washington. Prema popisu stanovništva iz 2010. u njemu je živjelo 621 stanovnika.